# 임혜지
임혜지는 대한민국 출신으로 독일 뮌헨에서 활동 중인 건축사학자(문화재 전문가)이자 작가이다.

## 약력
독일 칼스루에 대학교에서 건축과를 졸업하고, 건축사로 공학박사학위를 취득하였다(참고 문헌 필요). 1993년 대전 엑스포에서 스위스관 설계 및 기획에 참여했으며(참고 문헌 필요), 2008년부터 인터넷한겨레에 칼럼을 연재하고 있다. 번역연대라는 단체를 만들어 독일 전문가들의 경고를 알리는 등 4대강 정비 사업 반대운동을 하고 있다. (이 문장과 참고 문헌이 호응이 안됨. 이 참고 문헌에는 번역 연대라는 말이 아예 등장하지를 않으므로 임혜지가 번역연대라는 단체를 만들었다는 것을 뒷받침하는 참고 문헌이 되지 못함. 참고 문헌 보강 필요.) 2014년 경엔 뮌헨에서 유치원 보육교사로도 일했다.

## 번역연대
번역연대는 2010년 6월 태어난  공동 번역 작업을 위한 모임이다.

서울대 경제학부 이준구 교수의 개인 홈페이지에는 번역연대가 임혜지 박사가 주장하여 만든 단체인 것으로 소개되고 있다. 그러나 그 말의 출처나 근거는 제시되지 않았다. 대한민국 정부가 4대강 정비 사업과 관련하여 독일의 사례를 왜곡한다고 보고 이를 바로잡기 위해 시작, 정부의 주장들을 반박하는 자료를 만들고 있다. 독일 하천전문가와의 인터뷰나 독일 하천전문가가 유엔에 보낸 '4대강 공사 반대' 서한 등의 자료를 번역해 공개하고 있다.

## 저서
- 프리드리히 바인브렌너 시대의 칼스루에 주택(독일어)
- 내게 말을 거는 공간들, 2008년
- 고등어를 금하노라, 2009년
- [논문] 독일의 현대적 박물관의 조화문제 ,   임혜지,Im Hye-Ji. "독일의 현대적 박물관의 조화문제" 과학과 기술 VOL.20 NO.8 (1987):35-38

## 논란
임혜지는 자신의 인터넷 검색과 그에 대한 자신의 해석으로 라인강의 기적(the miracle on the Rhine, das Wunder am Rhein)이 "한국의 언어문화에서 파생한 표현이었다"고 주장하였다. (2008)

영어판 위키피디아에는 the miracle on the Rhine이 한국어 표현이라는 주장이 없으나(틀린 주장을 안 한 것은 당연한 일이다), 한글판 위키피디아에는 대략 2009년부터 대략 10여년간 임혜지와 마찬가지로 라인강의 기적이 한국어 표현이라는 주장이 있어왔는데, 이와 다른 견해를 가진 집필자들이 임혜지 박사의 칼럼을 언급하기도 했다.